# حقوق و اقتصاد
حقوق و اقتصاد یا تحلیل اقتصادی حقوق استفاده از تئوری‌های اقتصادی (خصوصا اقتصاد خرد) در تحلیل‌های حقوقی است. عمدتاً دانشمندان مکتب اقتصادی شیکاگو باعث به وجود آمدن این شاخهٔ میان‌رشته‌ای شدند. از مفاهیم اقتصادی برای توصیف اثر قوانین، برآورد میزان بهره‌وری اقتصادی قوانین، و پیش‌بینی قوانینی که به تصویب و اعلام رسمی خواهند رسید، استفاده می‌شود.

## تاریخچه

### خاستگاه
پیشینهٔ حقوق و اقتصاد را می‌توان در آثار اقتصاددانان کلاسیک نیز مشاهده کرد؛ این افراد کسانی هستند که اساس علم امروزی اقتصاد مدیون آن‌هاست. آدام اسمیت (Adam Smith) در قرن هجدهم، قانون‌گذاری‌های مرکانتیلیستی و پیامدهای اقتصادی ناشی از آن را مطرح نمود. دیوید ریکاردو (David Ricardo) با قوانین تعرفه و محدودیت‌های وارداتی اعمال‌شده بر غلات که در دوران مرکانتیلیستی بریتانیا جریان داشت، مخالف بود و استدلالش برای این مخالفت، کاهش بازدهی کشاورزی بود. همچنین، فردریک باستیا (Frédéric Bastiat) در کتابی تأثیرگذار به نام قانون، اثرات ناخواستهٔ قانون‌گذاری را بررسی کرد. با این وجود، استفاده از اقتصاد در تحلیل قوانینی که به فعالیت‌های بازاری مربوط نیستند، امری نسبتاً جدید است. در حدود سال ۱۹۰۰ میلادی، حقوق و اقتصاد در اروپا پیشرفت کرد اما هیچ اثر بلندمدتی در پی نداشت.

## دانشوران مهم
چهره‌های مهم عبارتند از اقتصاددان برنده جایزه نوبل– رونالد کوز و گری بکر، قضات دادگاه استیناف حوزه هفتم ایالات متحده آمریکا فرنک ایستربروک و ریچارد پوزنر و آندری شلایفر. گوئیدو کالابرسی، قاضی دادگاه استیناف حوزه دوم ایالات متحده آمریکا، به‌طور مفصل در کتابش در این باره نوشت.